# Jurgen Vandenweghe
Jurgen Vandenweghe (Kortrijk, 28 september 1972 - aldaar, 17 september 2021) was een Belgisch volleyballer.

## Levensloop
Vandeweghe begon met volleyballen bij Tijl Bissegem. Later was hij actief bij VC Kanaries Marke en Bevo Roeselare. In 1991-'92 sloot hij aan bij Desimpel Torhout. Met deze club won hij in 1995 de Beker van België. Vervolgens was hij een seizoen actief  bij Flamingo Maldegem, waarna hij terugkeerde naar Torhout. Hij sloot zijn spelerscarrière af bij Volley Menen.
Daarnaast was hij actief bij het Belgisch volleybalteam. Hij verzamelde circa 150 caps.
Na zijn spelerscarrière was hij onder meer coach van de damesteams van VKT Torhout, VT Lichtervelde en Elckerlyc Zwevezele.
Vandeweghe was woonachtig te Aartrijke en overleed op de palliatieve eenheid Ten Oever te Kortrijk. Zij afscheidsplechtigheid vond plaats in de aula van uitvaartcentrum Ghillemyn te Moorslede. Hij kreeg een laatste rustplaats op de gemeentelijke begraafplaats van Bissegem.